# Tadeusz Kościelniak
Tadeusz Kościelniak (ur. 11 lipca 1910 w Kaliszu, zm. 14 stycznia 1996 tamże) – polski malarz, grafik i rysownik; brat Władysława i Mieczysława.

## Życiorys
Ojciec, Tadeusz Kościelniak, senior (1883–1941), pochodził z parafii Pamięcin. Zawarł związek małżeński w swej rodzinnej parafii w roku 1909 z urodzoną w Jastrzębnikach Agnieszką Siarkiewicz (1888–1959). 
Dzieci z tego małżeństwa rodziły się już w Kaliszu: pierworodny syn Tadeusz (11 lipca 1910 – 14 stycznia 1996) przyszedł na świat, w kamienicy przy ul. Podgórze 3, następnym synem był Mieczysław (1912–1993), dalej Józef (1914–1981), Władysław (1916–2015), pierwsza i jedyna córka Jolanta (1919–2014),  Jerzy (1922–1952), wreszcie Jan (1924–2008) oraz Stanisław (1926–2023). 
Na początku lat 20. Tadeusz Kościelniak uczęszczał do Gimnazjum Adama Asnyka. Po kilku latach nauki w Asnyku, ok. roku 1925, miało miejsce smutne wydarzenie w życiu artysty. Zostaje fałszywie posądzony o znieważenie w klasie orła w koronie i wyrzucony ze szkoły z tzw. wilczym biletem. W związku z tym dalszą edukację zapewnia mu Niższe Seminarium Duchowne im. Piusa X we Włocławku, w którym kształci się aż do klasy maturalnej. Jednak krótko przed maturą, wiosną 1929 roku kolejne trudne wydarzenie dotyka artystę, przy czym ukazuje charakterystyczny rys charakteru i postawy życiowej Kościelniaka. Kilku uczniów topi się w Wiśle, czego Tadeusz jest świadkiem. W ramach prowadzonego dochodzenia nakłaniany jest do składania fałszywych zeznań, by chronić wychowawców seminarium, których nie było przy tym zdarzeniu. Oburzony tym rzuca szkołę i zdaje maturę eksternistycznie w Łodzi.  
Tadeusz w marcu 1943 roku ożenił się w kościele św. Gotarda z poznaną kilka lat wcześniej Jadwigą Nieczuja-Urbańską (1912–1991), córką kaliskiego lekarza Kazimierza Nieczuja-Urbańskiego i Aleksandry z domu Domorackiej. Zamieszkali przy ul. Czaszkowskiej 5. Później, w 1959 roku,  rodzina  przeprowadziła się na III piętro kamienicy przy Górnośląskiej 10 a. Artysta miał tam również na piątym piętrze malarską pracownię, w której tworzył niemal do końca swego życia. 
Pochowany  na Cmentarzu Miejskim w Kaliszu.

## Działalność artystyczna
Tadeusz Kościelniak (1910–1996), był twórcą rozmiłowanym w tematyce sakralnej, poświęcił wiele swoich szkiców i projektów Najświętszej Eucharystii. Pracy artystycznej towarzyszyło często głębokie rozmyślanie nad prawdami wiary, zwłaszcza nad tajemnicą Wcielenia i Ofiary Chrystusa na krzyżu.  Stale był również – zafascynowany hagiografią - w swej twórczości nawiązywał do postaci świętych, w szczególności tych związanych z diecezją włocławską. W pracowni powstawały dopracowane w szczegółach, a czasem i naprędce, lecz pewną ręką rysowane wizerunki św. Faustyny, św. Maksymiliana Kolbego i wielu innych. 
Był artystą wielkiego formatu, Człowiek kochający sztukę, Ojczyznę i rodzinne miasto, w którym spędził niemal całe swoje długie życie. Mąż jednej żony i ojciec ośmiorga dzieci, kochający dziadek dla wnuków, w ostatnich blisko 30 latach życia zaangażowany w promocję kultu Miłosierdzia Bożego, okazał się być jego prawdziwym Apostołem. Korespondował jeszcze z bł. ks. Michałem Sopoćką, znał dobrze i przyjaźnił się z rodzeństwem św. Faustyny Kowalskiej. Namalował i przekazywał do kościołów i kaplic kilkadziesiąt obrazów „Jezu, ufam Tobie”, a także Matki Bożej i świętych.  
Tadeusz Kościelniak - uznawany był za twórcę wszechstronnego. W jego dorobku znajdują się w szczególności prace malarskie (olej, akwarela), a także rysunki ołówkiem i tuszem. Artysta samodzielnie ukształtował i doskonalił warsztat plastyczny. Wzorował się na mistrzach schyłku XIX wieku. W jego malarstwie dominują sceny rodzajowe, pejzaż, portret, choć nie unikał też artystycznego utrwalania architektury, pod której wrażeniem pozostawał. Gross jego płócien, świadczy o doskonałej znajomości ikonografii i symboliki chrześcijańskiej. Dorobek Tadeusza Kościelniaka prezentowany był m.in. na wystawach krajowych w Poznaniu, Gnieźnie, Łodzi, Gdańsku, Krakowie i Warszawie, a także za granicą: w Göteborgu, Berlinie i Paryżu. Obecnie prace artysty posiadają muzea w Kaliszu, Poznaniu, Warszawie i Berlinie. Dziesiątki wzbogacają kolekcje prywatne.
Uczył się we własnym zakresie wzorując się malarzami z XIX wieku, był utalentowanym twórcą, posługiwał się olejem, akwarelą, rysował ołówkiem jak i tuszem. Tworzył pejzaże, portrety, fascynował się architekturą.
W publikacji na temat Niepokalanowa, w części poświęconej Maksymilianowi Kolbe, zamieszczono 8 grafik Tadeusza Kościelniaka.

## Upamiętnienie
Na sesji  w dniu 28 grudnia 2022 radni Miasta Kalisza uchwalili rok 2023 Rokiem Braci Kościelniaków: Tadeusza, Mieczysława i Władysława. Ogłoszony jednogłośnie przez Radę Miasta Kalisza rok stał się w związku z tym okazją do podjęcia wielu cennych inicjatyw kulturalnych w mieście: od inauguracji 17 marca 2023 w Filharmonii Kaliskiej koncertem wiedeńskich klasyków, poprzez wystawy, konkursy w szkołach, prelekcje i publikacje naukowe. 